# Новик, Елена Владиславовна
Елена Владиславовна Новик (род. 23 марта 1994) — российская волейболистка, связующая.

## Биография
Елена Владиславовна Новик родилась 23 марта 1994 года. Первым тренером была Маргарита Аркадьевна Петрова.
С 2009 по 2013 год играла за молодёжную команду СДЮШОР-65 «Ника».
С 2013 по 2017 год выступала за команду «Протон». С 2017 по 2018 год играла за «Сахалин». С 2018 по 2019 год выступала за «Динамо-Казань». В 2019—2020 годах вновь выступала за «Сахалин».
В составе молодёжной сборной России участвовала в чемпионатах мира и Европы. В 2014 году в составе основной сборной России участвовала в турнире «Монтрё Волей Мастерс». В мае 2018 года вошла в заявку сборной России на Лигу наций.
В июле 2019 года в составе студенческой сборной России победила на Универсиаде в Италии.

## Достижения

### Со сборной
- Чемпионка Универсиады 2019
- Бронзовый призёр Монтрё Волей Мастерс 2014

### С клубами
- Бронзовый призёр Кубка России 2016